# Новый богач, новый бедняк (телесериал)
«Новый богач, Новый бедняк» (исп. Nuevo rico, Nuevo pobre) — колумбийская теленовелла, созданная и транслируемая Caracol Televisión.
Показ состоялся 16 июля 2007 года.

## Сюжет
30 лет до событий сериала, Ана, жена Аугусто Феррейра, родила сына в больнице, где были срочно приняты преждевременные роды. Семья Феррейра была состоятельной: основала компанию, которая позже стала самой крупной и самой важной в Южной Америке — MundoExpress. В то же время в той же больнице, родился сын Галиндо, в очень бедной семье из того же района.
Медсестра Лусеро, ответственная за родильное отделение,  сделала ошибку в тот же день. Она определила судьбу двух младенцев. По небрежности, она перепутала детей: сын Феррейра был передан родителям Галиндо, а сын Кастро был передан в руки Аугусто Феррейра. Никто не заметил изменений. Только Люцифер, но тогда было слишком поздно для того, чтобы сказать об этом.
Этот мальчик, который жил в роскошном доме Феррейра был назван Андрес. Маленький, что жил на ранчо Галиндо был назван Брайан. Оба выросли в совершенно разных мирах. Феррейра, овдовевший и пытающийся компенсировать недостающую мать Андресу, воспитал его в роскоши и богатстве, и никогда не учил его стремиться в жизни. Галиндо, в отличие от Феррейра, не могли дать ничего, кроме любви и ласки, сыну Брайану, который всегда упорно работал, чтобы помочь по дому. Хотя Андрес получил образование в США, Брайану так и не удалось выучиться.
Андрес был назначен менеджером в торговый центр MundoExpress и живёт как миллионер; Брайан еле сводит концы с концами. Тридцать лет спустя, Андрес и Брайан настоящие мужчины, но с серьёзными личными проблемами. Ни один из нас, действительно ценим хорошие вещи у них есть, и лишить их жизни.
Андрес женится на красавице Фернанде Сан Mигел, которая является самой желанной моделью в стране. Брайан имеет многолетнюю связь с Росмери Пелаес, милой и умной девушкой, которая красоту свою никогда не использовала, и, благодаря упорству и усилию становится секретарем Андреса Феррейры в MundoExpress.
Судьба и обстоятельства, приведших к этим двум братьям должны будут обменяться своими ролями: бедный занять место богатого, богатый — бедного. Только тогда, когда обе фактически полностью согласен ещё раз, поскольку они были и раньше, вы можете. Таким образом, Брайан собирается жить комфортно, но скучной жизнью богатого Андреса, а Андрес столкнется с беспорядочной и нестабильной жизнью Брайана.

## В ролях
- Мартин Карпан — Андрес Феррейра / Галиндо
- Каролина Асеведо — Росмери Пелаес
- Джон Алекс Торо — Брайан Галиндо / Феррейра
- Мария Сесилия Ботеро — Антония де Феррейра
- Андрес Торо — Матео Лопес
- Андреа Ночети — Фернанда Сан Мигел
- Диана Нейра — Ингрид Пелаес
- Уго Гомес — Леонидас Галиндо
- Андрес Бермудес — Леонидас Галиндо (молодой)
- Исабел Кристина Эстрада — Лизет
- Маурисио Велес — Фидель Пелаес
- Джимми Васкес — Миллер Афанадор
- Саин Кастро — Анселмо Афанадор
- Росмари Бооркес — Марица
- Эрберт Кинг — Уго
- Джон Марио Ривера — Хулио
- Лилиана Эскобар — Эсперанса де Галиндо
- Андрес Парра — Орландо
- Норма Нивия — Паулина Каррильо
- Сантьяго Бехарано — Карлос Кинтеро Каррильо
- Даниэль Аренас — Эрвин Ойос
- Херардо Калеро — Эмилио де ла Иглесия, адвокат
- Эрмес Камело — Эдмундо Гонсага
- Антонио Пуэнтес — Эрминсон
- Элеасар Осорио — Осорио
- Каролина Герра — Бритни
- Карлос Серрато — доктор Трухильо
- Чамисо Айуданте де Эдмундо — Маноло Крус
- Хорхе Санчес — Эктор
- Луис Фернандо Гарсия — Камило Дуссан
- Федерико Риверо — Рохерио
- Арсенио Роберто Вальдеррама — Эрнандо
- Хосе Рохас — Аугусто
- Габриэль Очоа
- Марибель Абельо
- Эдна Маркес
- Виктор Сифуэнтес
- Сара Корралес